# Dobrá Voda (Mladoňovice)
Dobrá Voda je osada, základní sídelní jednotka obce Mladoňovice v okrese Třebíč v Kraji Vysočina. V současnosti je zde evidováno 24 domů s popisným číslem a žije zde 59 obyvatel.

## Historie
Přesná doba vzniku osady Dobrá Voda není známá. Na mapě prvního vojenského mapování z let 1764–1768 je vyznačeno pět domů osady Beym guten Wasser (U dobré vody) při cestě z Mladoňovic do Kdousova. Na mapě druhého vojenského mapování je již zakresleno více stavení, ale na indikační skice stabilního katastru z roku 1823  jsou kromě dvou kaplí pouze jeden zděný a jeden dřevěný objekt. K dalšímu rozvoji osady přispělo vybudování silnice Slavíkovice – Hornice (dnes silnice II/408) ale přesto v roce 1921 měla Dobrá Voda jenom 12 domů s šedesáti obyvateli.
Západně od Dobré Vody se nacházely dnes již zaniklé středověké vsi Trpíčovice (zanikla někdy koncem třicetileté války[zdroj?]) a Ostanc (opuštěna asi již v 15. století). Památkami po těchto zaniklých vesnicích jsou názvy polních tratí „Ostánec“ a o něco jižněji trať „Trpičovice“.

## Přírodní poměry
Osada leží na jih od Mladoňovic na severovýchodním úpatí vrchu Dobrá (516 m n. m.), nazývanému místními Doubrava. Je obklopena lesem, na západní straně obce je menší chovný rybník, v obci pod kapličkou s pramenem je malý ozdobný rybníček. Na východ od Dobré Vody teče potok Rakovec.

## Obecní správa
Při sčítání lidu v roce 1890 Dobrá Voda byla osadou obce Mladoňovice v okrese Dačice. V dalších letech byla evidenční osada obce zrušena.

## Doprava
Dobrá Voda je v blízkosti křižovatky silnice II/408 s komunikacemi III. třídy. Severním směrem je to silnice III/15114 (Dobrá Voda – Oponešice – Domamil), jižním směrem silnice III/40810 (Dobrá Voda – Dešná). Osada má autobusové spojení (zastávka Mladoňovice, Dobrá Voda rozcestí) do Jemnice, Třebíče a Moravských Budějovic.
Osadou prochází cyklotrasa č. 5105 (Jaroměřice nad Rokytnou – Dačice).

## Památky
- Barokní poutní kaple Jména Panny Marie obdélníkového půdorysu s půlkruhovým presbytářem a sanktusníkem na střeše. Kaple byla vystavěna po roce 1750 nad níže položenou tzv. Vodní kaplí, se kterou ji spojuje schodiště. Podle charakteru stavby se předpokládá, že ji vybudoval stavitel kostela v sousedním Kdousově Matyáš Kirchmayer, autor řady staveb v tomto kraji. V roce 1878 byla kaple rozšířena. Kopie původní sošky Panny Marie byla po roce 1990 z kaple ukradena. Kaple byla vyhlášena kulturní památkou v roce 1958 a je zapsána v ÚSKP ČR pod číslem 18105/7-2841.[8]
- Kaplička Panny Marie (zvaná též Vodní kaple) je malá barokní stavba mírně zapuštěná pod okolní terén. Kaplička je čtvercového půdorysu se sedlovou střechou skrytou za vyšším štítem. Je postavena přímo nad pramenem, ke kterému se vstupuje dveřmi ve štítové stěně. Spolu s poutní kaplí tvoří jeden celek zvýrazněný společným barevným řešením fasád. Kaplička byla vyhlášena kulturní památkou v roce 1958 a je zapsána v ÚSKP ČR pod číslem 18742/7-2842.[9] Kaple prošla v roce 2017 rekonstrukcí.[10]
- Kalvárie vedle kaple Jména Panny Marie
- Pomník padlým v první světové válce
- Starý kamenný most na silnici do Kdousova

## Poutní místo
Již od 18. století je osada poutním místem známým jako Dobrá Voda u Kdousova. Pouť se zde koná v neděli po svátku Jména Panny Marie, který římskokatolická církev světí 12. září.
Poutnímu místu dala vzniknout pověst o zázračném uzdravení slepého chlapce:
Jednou tudy projížděl šlechtic se svou rodinou a svým chlapcem, který oslepl. Po dlouhé cestě, aby si všichni odpočinuli a ozvěžili se, odbočili na cestu k obci Trpičovice, kde ve stráni blízko lesa vytékal pramen s průzračnou studenou vodou. U pramene se zastavili a plnými doušky se všichni osvěžili. Chlapec si omyl i oči. V tu chvíli zvolal, že vidí světlo a v něm Pannu Marii, která stojí na velké kouli a pod nohama má hada. Ukazoval směrem na pařez, který byl nad pramenem. Nikdo z přítomných nic takového neviděl. Spatřili jen pasáka, který v blízkosti toho místa šleháním biče zaháněl ovce. Po chvíli chlapec pozoroval, že se zjevení pomalu ztrácí a zjistil, že jeho oči náhle pozorují věci kolem. Když i rodiče zpozorovali, že chlapec vidí a je uzdraven, všichni poklekli a Panně Marii srdečně děkovali.
Pouť do Dobré Vody byla po roce 1989 obnovena a protože ji navštěvuje více než tisíc lidí, slouží se bohoslužba na prostranství u kaple. Podle místních dobrovodský pramen neztrácí vodu ani v době největšího sucha.

## Galerie

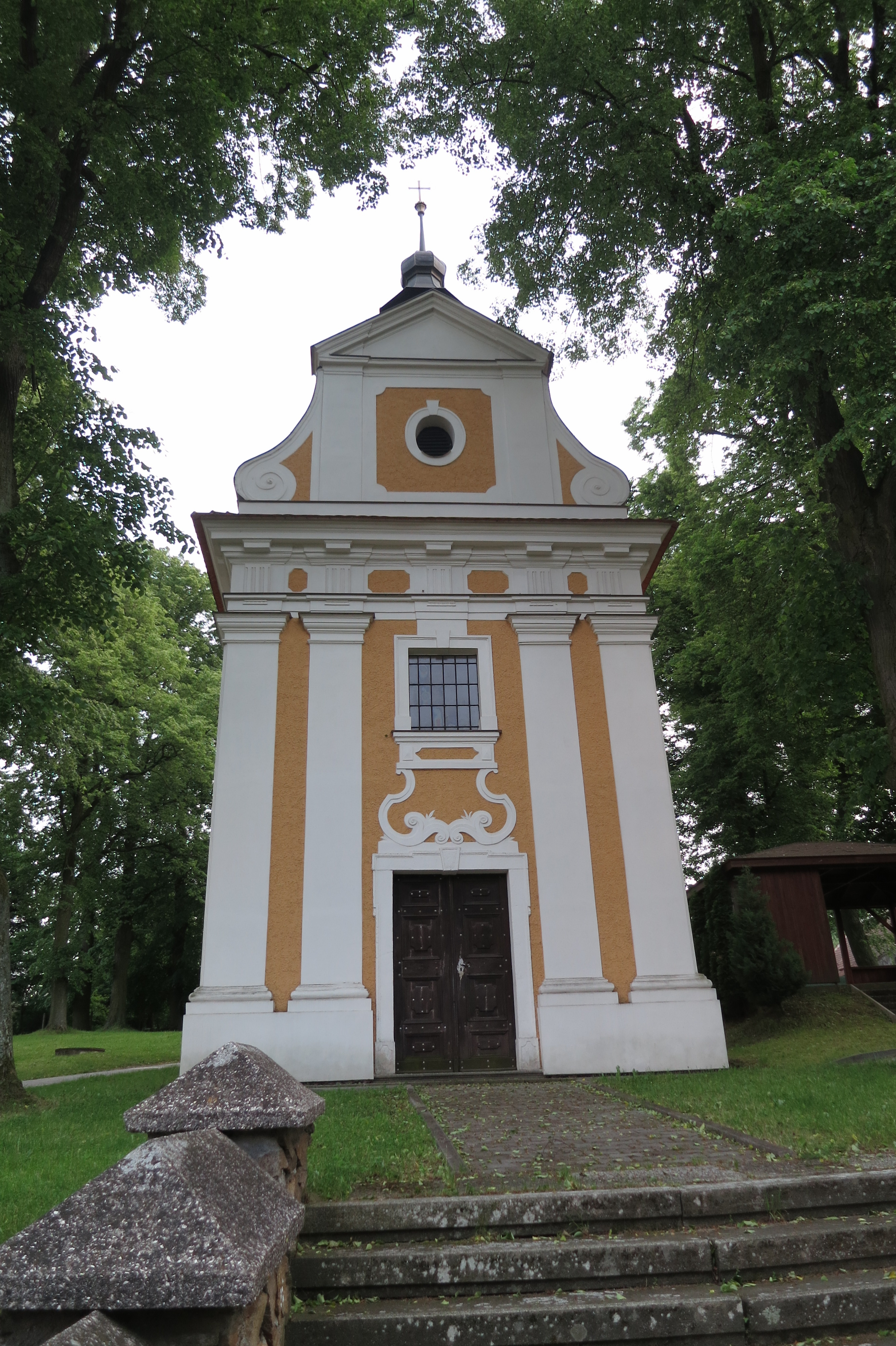
Kaple Jména Panny Marie
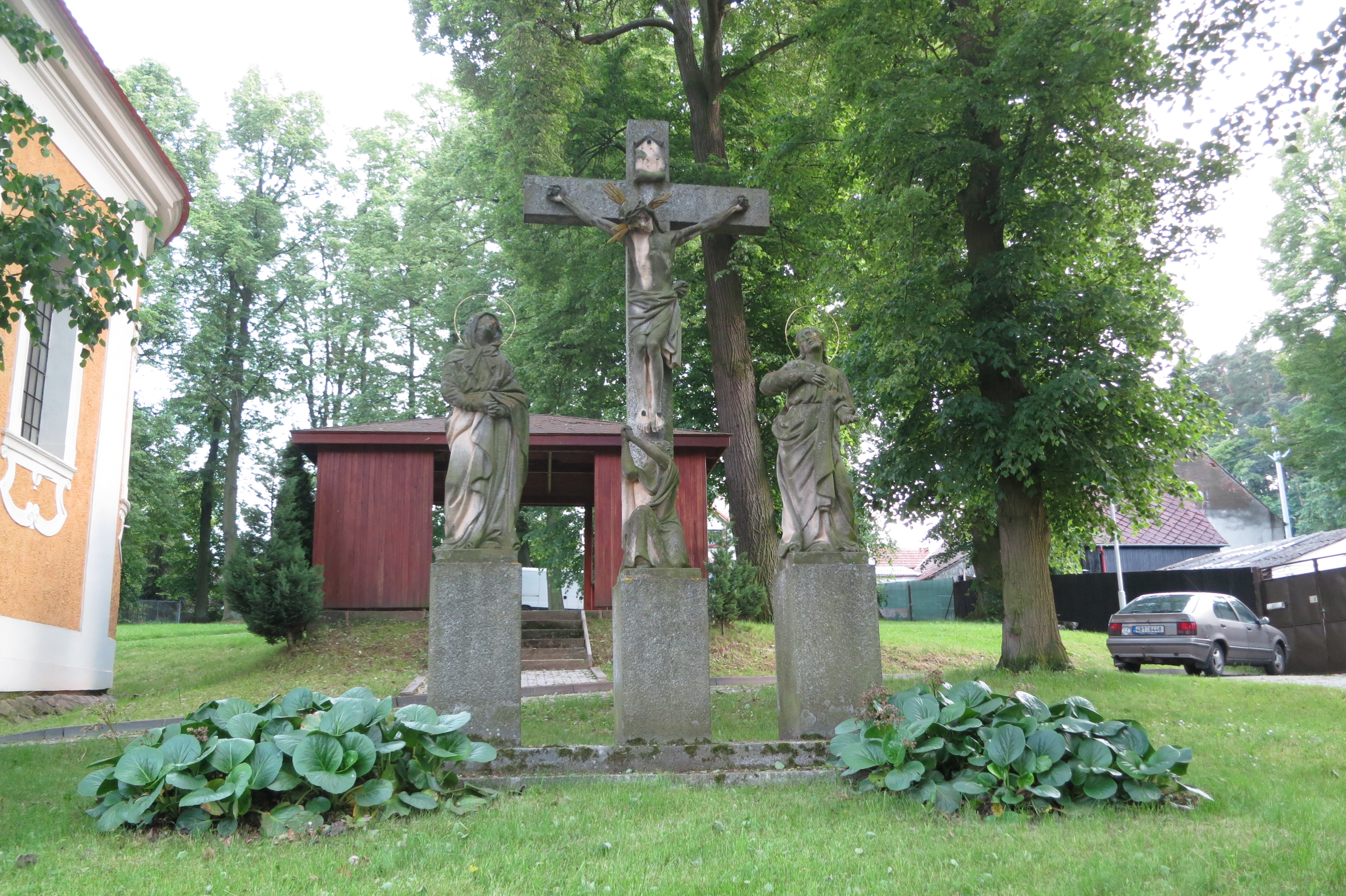
Sousoší Kalvárie (vzadu přístřeší pro bohoslužbu)
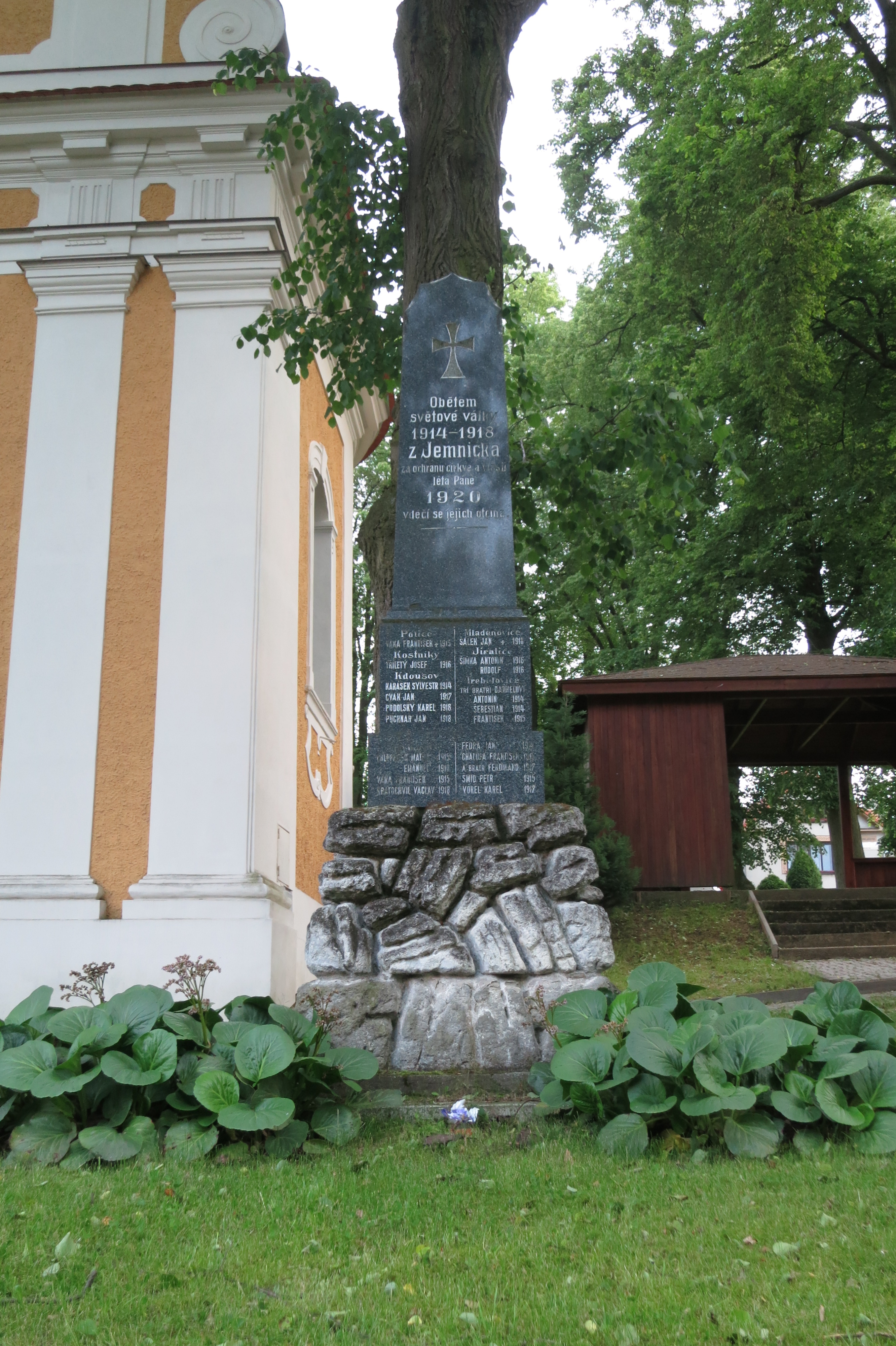
Pomník padlým v první světové válce
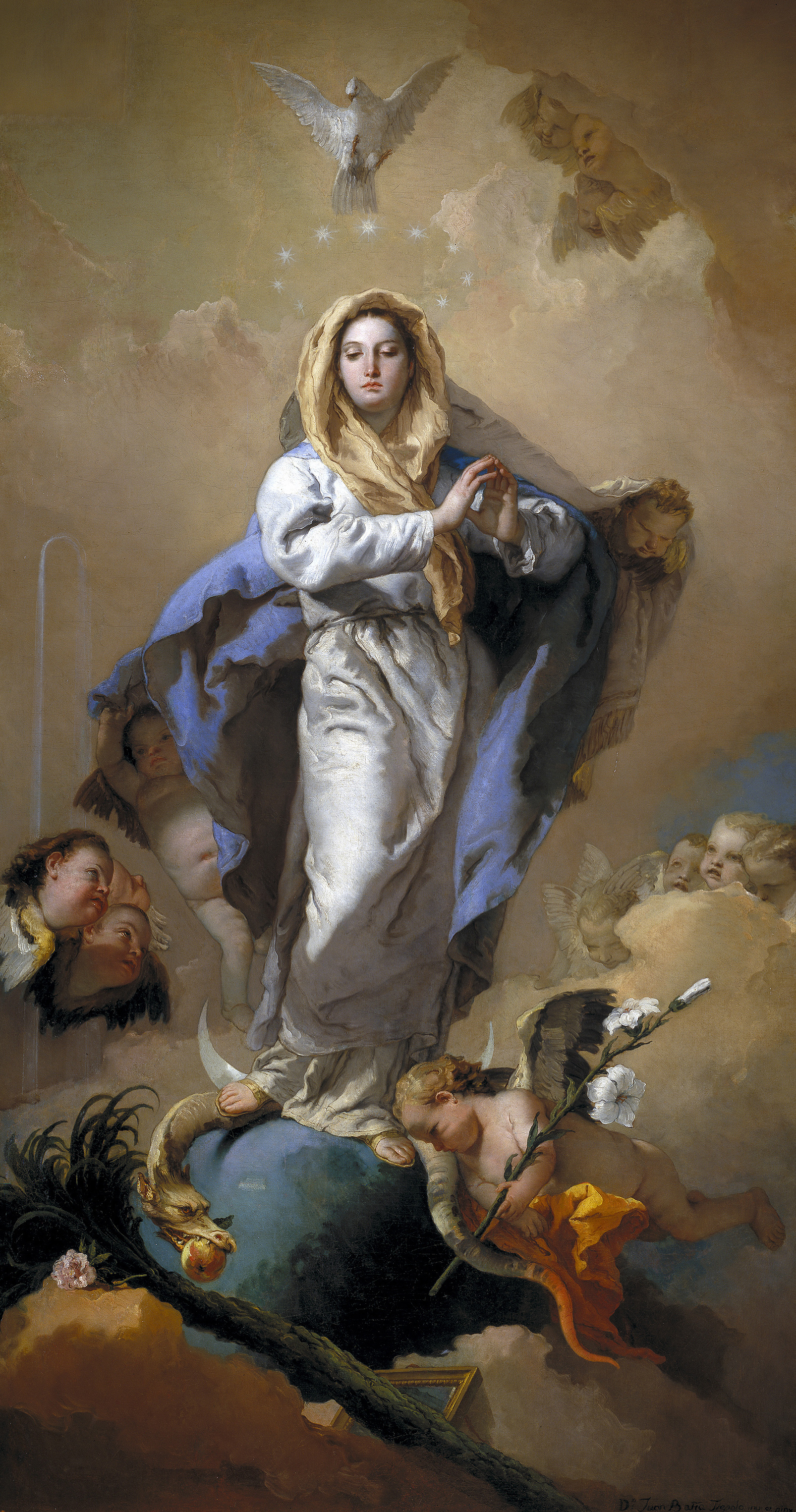
Panna Maria (Giovanni Battista Tiepolo)